# Leuctra

Mapa de ciudades de la antigua Beocia. Leuctra se situaba en la parte sur de la región, aproximadamente a medio camino entre Platea y Tespias.

Leuctra (en griego, Λεῦκτρα) es el nombre de una antigua ciudad griega de Beocia.
Se trata del lugar donde se desarrolló la batalla de Leuctra, donde los tebanos, al mando de Epaminondas, derrotaron a los espartanos dirigidos por Cleómbroto en el año 371 a. C., lo que supuso el inicio de la hegemonía tebana y el fin de la espartana.
En el territorio de Leuctra se encontraba el sepulcro de las hijas de Escedaso, Molpia e Hipó, a las que llaman las Léuctridas. Estas habían sido ultrajadas por dos espartanos, Frurárquidas y Partenio. Por ello se ahorcaron y se les dio allí sepultura. Su padre, tras acudir a Esparta y no conseguir obtener ninguna reparación por el suceso, lanzó imprecaciones sobre los espartanos, y luego se dio a sí mismo la muerte sobre el sepulcro de las doncellas. Previamente a la batalla de Leuctra, Epaminondas o Pelópidas realizaron sacrificios en honor de ellas.
Se encontraba en el camino entre Platea y Tespias, aunque no se conoce su ubicación exacta, pero se suele situar en la localidad llamada Parapungia que ha recuperado el nombre de Lefktra, a unos 6 km de Tespias.